# Assedio di Napoli (536)
L'assedio di Napoli del 536 fu un episodio della guerra gotica combattuta tra l'Impero romano d'Oriente (o bizantino) e il regno ostrogoto per il possesso dell'Italia.

## Contesto storico

L'Impero romano d'Oriente alla morte di Giustiniano (565).

Nel 535 l'Imperatore d'Oriente Giustiniano, intenzionato a riconquistare i territori occidentali dell'Impero caduti in mano barbara nel corso del V secolo, decise di dichiarare guerra agli Ostrogoti in modo da recuperare il possesso dell'Italia, caduta in mano barbara nel 476 (caduta dell'Impero romano d'Occidente).
Egli affidò l'impresa al suo generalissimo Belisario, che aveva da poco sottomesso i Vandali nel Nord Africa e che per quest'impresa ottenne gli onori di un trionfo e rivestì il consolato per l'anno 535. Belisario conquistò in breve tempo la Sicilia e nel 536 invase la Calabria incontrando praticamente nessuna resistenza. In breve tempo giunse dunque a Napoli.

## L'assedio

### Belisario tenta di convincere i Napoletani a sottomettersi spontaneamente

#### Orazione di Stefano e risposta di Belisario
Arrivato davanti alle mura di Napoli Flavio Belisario decise di dare udienza agli Ottimati dellà città chiedendo loro di sottomettersi spontaneamente ai Bizantini. Stefano, uno degli ambasciatori, disse:
(Stefano)
Belisario rispose:

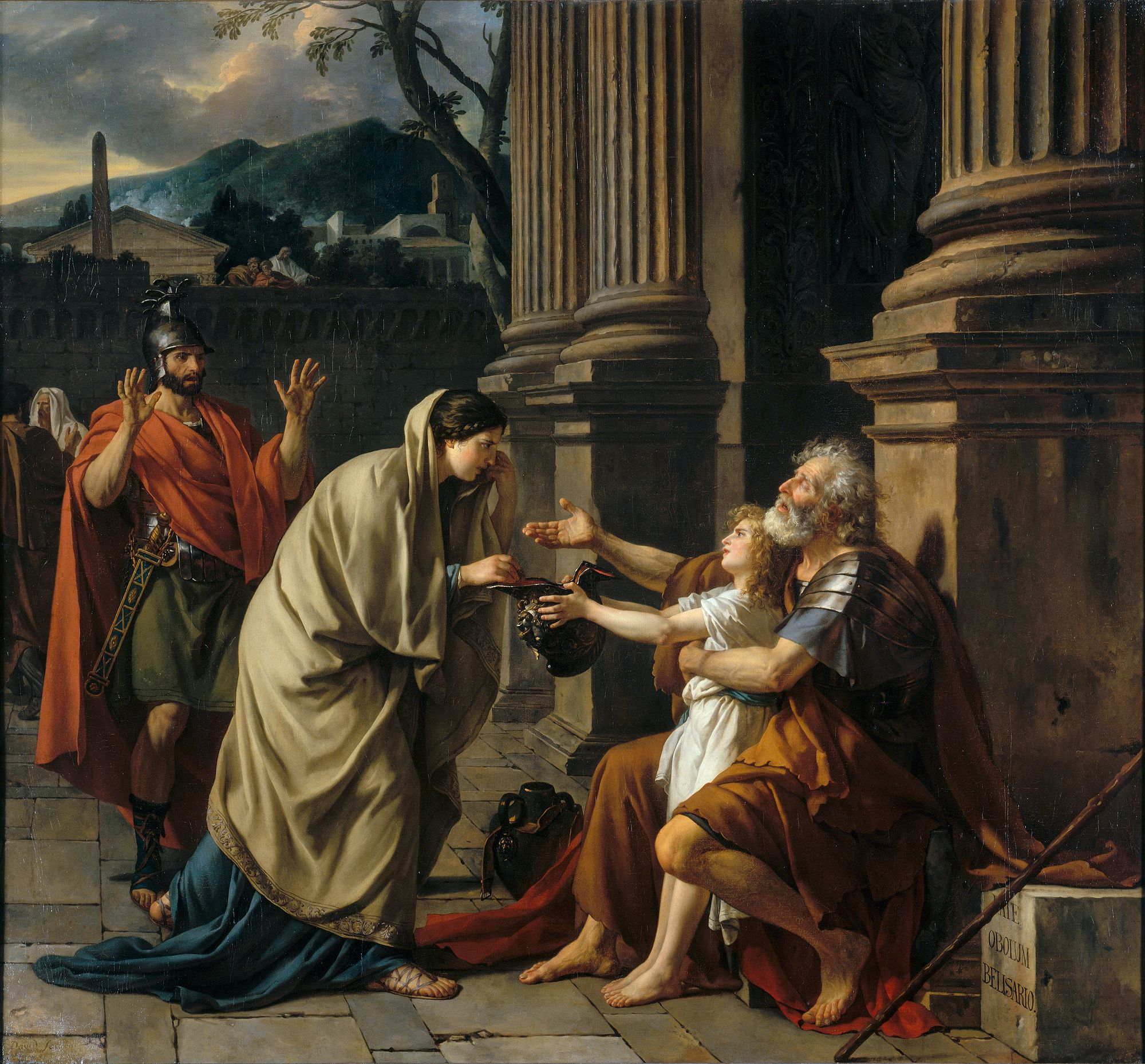
Flavio Belisario, a destra, ormai anziano mentre chiede l'elemosina. Jacques-Louis David, Bélisaire demandant l'aumone, Musée des Beaux-Arts, Lille, Francia.

Belisario chiese a Stefano di riferire il suo discorso ai Napoletani.

#### Pastore e Asclepiodoto convincono i Napoletani a resistere
Stefano riferì dunque ai Napoletani le parole del generale e consigliò loro di consegnare ai Bizantini la città senza resistere. Era con lui d'accordo Antioco, originario della Siria trasferitosi a Napoli per motivi commerciali. Ma Pastore e Asclepiodoto, oratori contrari a Bisanzio e filo-gotici, tentarono di dissuadere i Napoletani dal consegnare la città a Belisario senza resistenza, sollecitando i Napoletani a proporre molte condizioni gravose per la resa della città, e ad obbligare con un solenne giuramento Belisario all'immediata esecuzione delle promesse. Le condizioni della resa vennero scritte su un foglio e consegnate a Belisario tramite Stefano, e il generale bizantino accettò le richieste. I Napoletani allora stavano quasi sul punto di aprire le porte ai Bizantini quando Asclepiodoto e Pastore li fecero cambiar idea con il seguente discorso:
(Pastore e Asclepiodoto)
I Napoletani decisero dunque di resistere. Belisario, saputolo, iniziò dunque l'assedio, tagliando l'acquedotto della città.

### La scoperta di un passaggio segreto

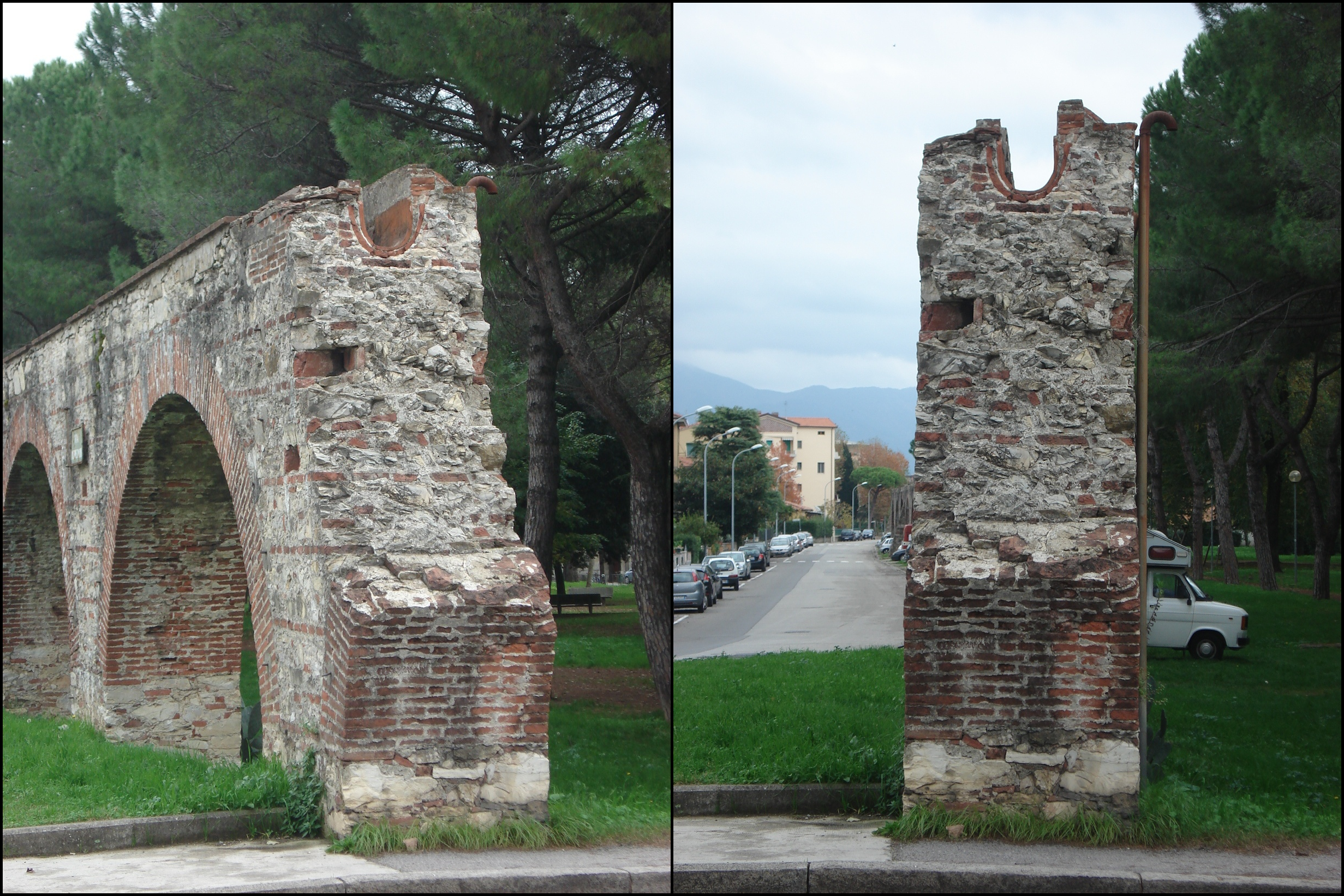
Un acquedotto permise ai Bizantini di impadronirsi della città.

I Napoletani di nascosto riuscirono a chiedere aiuto al re Teodato, ma questi non mandò soccorsi. Nel frattempo l'assedio continuava e nonostante il taglio dell'acquedotto la città ancora resisteva. Dopo all'incirca 20 giorni di assedio Belisario stava disperando di conquistare la città quando un isauro, esplorando l'acquedotto, scoprì un passaggio segreto:
(Procopio, De Bello Gothico, I, 9)
Belisario, quando ne fu informato, ne rimase sollevato ma decise di dare un'ultima possibilità ai Napoletani di arrendersi spontaneamente, consapevole che alla presa delle città si accompagnano saccheggi e stragi, che voleva evitare, per quanto possibile, ai Napoletani.
A Stefano disse dunque:
Visto il rifiuto dei Napoletani di arrendersi, Belisario decise di passare all'azione.

### L'entrata in città dei Bizantini
Belisario dunque affidò a Magno, con 400 soldati, e a Enne, il comandante degli Isauri, il compito di entrare in città tramite l'acquedotto, uccidere le sentinelle le guardie e poi consentire al resto dell'esercito l'entrata in città. Mentre i 400 si inoltravano nell'acquedotto, Belisario informava gli altri soldati dell'attacco imminente. Fozio, figliastro di Belisario, voleva seguire i soldati nell'acquedotto, ma il patrigno glielo impedì. Per distrarre il presidio gotico, in modo che non si accorgesse dei rumori dei soldati che attraversavano l'acquedotto, Belisario ordinò a Bessa di parlare con loro in gotico ma, all'esortazione di arrendersi, i Goti risposero con insulti rivolti all'Imperatore e al generale. In questo modo Belisario distrasse i Goti agevolando l'impresa degli uomini di Magno e di Enne.
I soldati, usciti dall'acquedotto, finirono in una casa abitata da una signora povera. Essi zittirono la signora minacciandola di ucciderla se avesse fatto rumore. In seguito i soldati, accostatesi di soppiatto alle mura, sorpresero e uccisero le sentinelle di guardia, poi con un suono di tromba diedero il segnale. Belisario, allora, fece scalare le mura con scale i suoi soldati, anche se si era presentato il problema che esse erano troppo corte per la negligenza dei costruttori che non avevano osato prendere le giuste misure per rendere occultissima l'opera loro; il problema fu risolto formando all'istante una scala ogni due, ed essi riuscirono così a dominare i merli. Nel lato delle mura contiguo al mare le scale non poterono invece essere accostate, perché quel lato era difeso dagli Ebrei Napoletani, che resistevano strenuamente, consapevoli dell'odio che i Bizantini provavano per essi per essersi opposti alla resa; nonostante il nemico fosse già penetrato in città, gli Ebrei posero strenua resistenza fino all'alba, quando, attaccati da ambo i lati dagli scalatori e dalle truppe di Magno, furono volti in fuga. Una volta spalancate le porte, l'intero esercito imperiale fece ingresso a Napoli.

### Saccheggio
La città fu sottoposta a saccheggio, e i soldati imperiali, soprattutto gli Unni (chiamati Massageti da Procopio), alla loro entrata massacrarono senza far distinzione di sesso e di età quanti incontravano per strada; gli Unni profanarono addirittura le Chiese, sacro luogo d'asilo, massacrando coloro che vi erano entrati nel tentativo di salvarsi:
(Procopio, De Bello Gothico, II, 10.)
Tuttavia Belisario, seppur tardivamente, riuscì a fermare la strage in corso, arringando le sue truppe con il seguente discorso:
Dopo questo Belisario restituì tutti i prigionieri ai Napoletani e molti poterono tornare in possesso di gran parte dei propri averi.

### Morti di Pastore e Asclepiodoto
Pastore, vedendo la città in mano nemica, ebbe un attacco di apoplessia e morì. Asclepiodoto non fece fine migliore. Venne dapprima rimproverato da Stefano:
Asclepiodoto rispose: 
Poi venne ucciso dai Napoletani, furiosi con lui per averli convinti a resistere, e venne fatto da loro a pezzi. Poi cominciarono andare a caccia di Pastore, e trovato il cadavere lo esposero per la gola del borgo. In questo modo finì l'assedio di Napoli.

## Conseguenze
Secondo una tarda fonte del X secolo, la Historia Miscella di Landolfo Sagace, in seguito al sacco, Napoli si era spopolata, e Belisario, sentendosi in colpa ed esortato da Papa Silverio, decise di ripopolarla con abitanti provenienti dalle città limitrofe:
(Landolfo Sagace, Historia Miscella.)
Nel seguito Landolfo Sagace scrive che Belisario ripopolò successivamente Napoli con coloni provenienti dalla Sicilia, dal Sud Italia e dall'Africa.
Belisario in seguito riuscì a conquistare ai Goti gran parte dell'Italia, riuscendo a far prigioniero il loro re Vitige. I Goti elessero però re Totila, che riuscì a ribaltare la situazione conquistando molte città tra cui Napoli (543). Totila e il suo successore Teia vennero infine sconfitti da Narsete (552), che riconquistò tutta l'Italia, tra cui Napoli, ponendo dunque fine alla guerra gotica dopo 18 anni.